# Psaltria
Psaltria is een geslacht van zangvogels uit de familie mezen (Aegithalidae).

## Soorten
Het geslacht kent de volgende soort:
- Psaltria exilis (Dwergmees)